# Muzeum Narodowe Grenady
Muzeum Narodowe Grenady – muzeum narodowe w Saint George’s w Grenadzie.

## Historia
W 1847 roku założono w St. George’s bibliotekę publiczną i muzeum, które zamknięto z uwagi na brak kustosza. Nie wiadomo co się stało z jego eksponatami . W 1976 roku grupa osób prywatnych powołała do życia muzeum narodowe, które zostało zlokalizowane w zabytkowym budynku na rogu Monckton i Young Street – jednym z najstarszych budynków na wyspie.  
W XVIII–XIX w. gmach służył jako siedziba brytyjskiej policji kolonialnej . Następnie został sprzedany najprawdopodobniej między rokiem 1850 a 1880 i urządzono tu luksusowy hotel Home Hotel . W 1932 roku hotel został przejęty przez S.A. Francisa, a jego nazwa zmieniona na Hotel St. George . Francis stracił obiekt w wyniku przegranej w grze hazardowej na rzecz C. F. P. Renwicka, który zmienił jego nazwę na Antilles Hotel . Po śmierci Renwicka w 1940 roku hotel wrócił w ręce Francisa, a po jego śmierci w 1957 roku funkcjonował jeszcze przez kilka lat i został opuszczony . W latach 60. XX w. rząd Erica Gairy’ego (1922–1997) przejął obiekt i przystosował dla potrzeb ministerstw, wyznaczając na parterze przestrzeń dla muzeum . W 2003 roku administracja publiczna wyprowadziła się i muzeum zajęło pozostałe pomieszczenia . 
W 2017 roku przyjęto ustawę o Muzeum Narodowym Grenady w celu ochrony artefaktów, okazów i innych obiektów historycznych
i dóbr kultury Grenady (ang. Act No. 12 Of 2017 ), a sama jednostka przeszła pod pieczę państwa .

## Zbiory

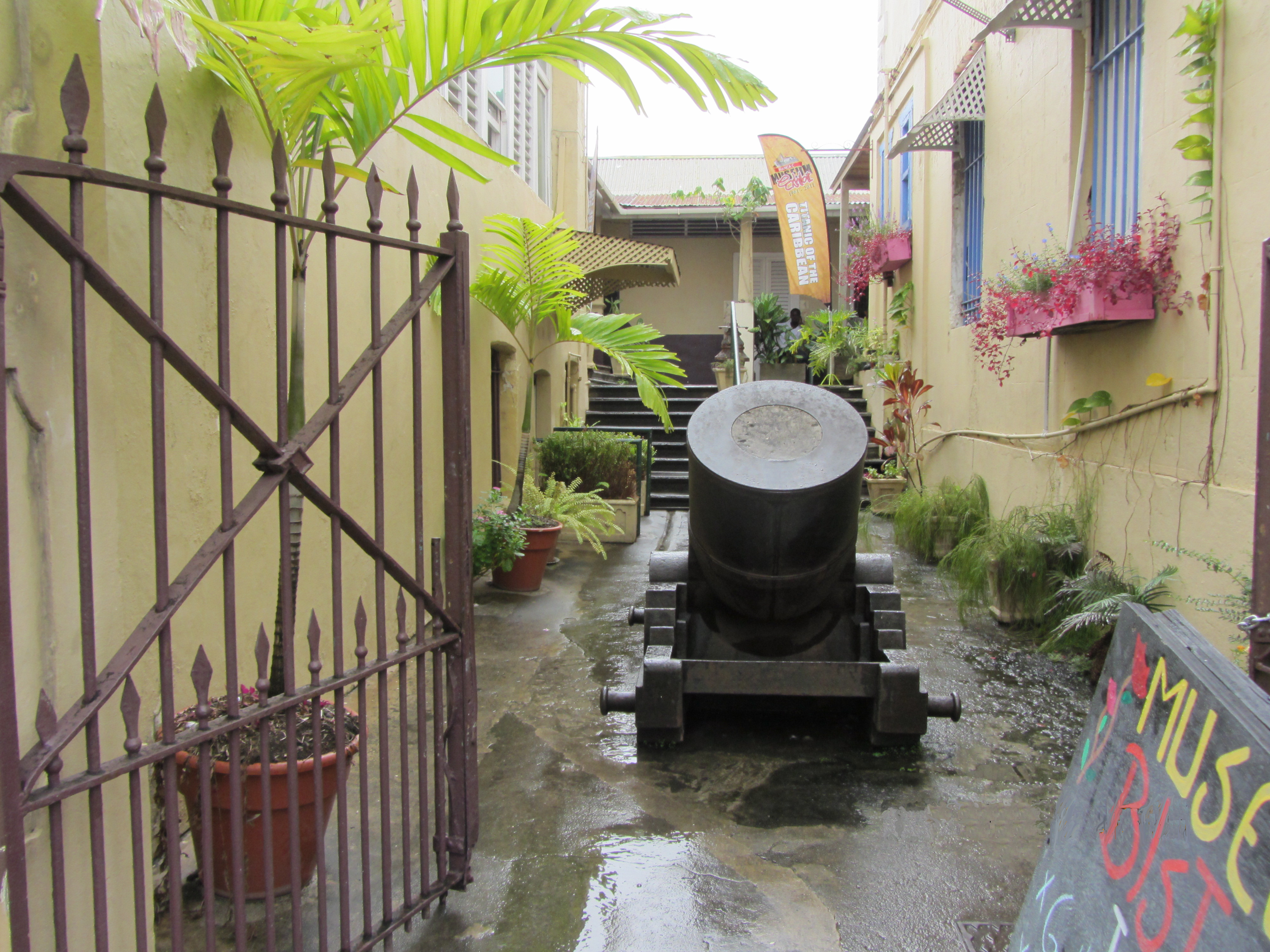
Moździerz w zbiorach Muzeum Narodowego Grenady

W muzeum znajdują się wystawy stałe prezentujące historię wyspy i jej mieszkańców, w szczególności Indian Kalinago; organizowane są również wystawy czasowe. 
W jego zbiorach znajdują się obiekty ceramiczne Indian oraz artefakty Jorubów. Z okresu kolonialnego pochodzą narzędzia i urządzenia z plantacji oraz broń i armaty. Muzeum posiada marmurową wannę używaną przez cesarzową Józefinę (1763–1814), która przebywała w latach dziecięcych na Martynice .
Cześć ekspozycji poświęcona jest konfliktom na wyspie – między Francją a Wielką Brytanią, powstaniu przeciwko Brytyjczykom i amerykańskiej inwazji na wyspę w 1983 roku.        